# Methona singularis
Espèce
Methona singularis est une espèce d'insectes lépidoptères (papillons) de la famille des Nymphalidae, de la sous-famille des Danainae et du genre Methona.

## Dénomination
Methona singularis a été décrit par Otto Staudinger en 1884.
Synonyme : Thyridia themisto felderorum Bryk, 1953.

## Écologie et distribution
Methona singularis est présent au Brésil.

### Protection
Pas de statut de protection particulier.